# Liste der Baudenkmale in Rankwitz
In der Liste der Baudenkmale in Rankwitz sind alle denkmalgeschützten Bauten der Gemeinde Rankwitz (Mecklenburg-Vorpommern) und ihrer Ortsteile aufgelistet. Grundlage ist die Veröffentlichung der Denkmalliste des Landkreises Ostvorpommern mit dem Stand vom 30. Dezember 1996.

## Baudenkmale nach Ortsteilen

### Rankwitz
| ID | Lage           | Bezeichnung | Beschreibung | Bild |
| -- | -------------- | ----------- | ------------ | ---- |
|    | Dorfstraße 17  | Wohnhaus    |              |      |
|    | Dorfstraße 19  | Wohnhaus    |              |      |
|    | Peenestraße 18 | Wohnhaus    |              |      |

### Grüssow
| ID | Lage                  | Bezeichnung                             | Beschreibung | Bild |
| -- | --------------------- | --------------------------------------- | ------------ | ---- |
|    | Dorfstraße 1 (Karte)  | Stall, Scheune und kleines Nebengebäude |              |      |
|    | Dorfstraße 3 (Karte)  | Wohnhaus                                |              |      |
|    | Dorfstraße 4 (Karte)  | zwei Scheunen und Stall                 |              |      |
|    | Dorfstraße 8 (Karte)  | Haustür                                 |              |      |
|    | Dorfstraße 12 (Karte) | Hofanlage                               |              |      |
|    | Dorfstraße 14         | Hofanlage                               |              |      |
|    |                       | Trafohaus                               |              |      |

### Krienke
| ID | Lage                  | Bezeichnung | Beschreibung | Bild |
| -- | --------------------- | ----------- | ------------ | ---- |
|    | Dorfstraße 15 (Karte) | Gesindehaus |              |      |

### Liepe
| ID | Lage                                              | Bezeichnung                                      | Beschreibung | Bild                   |
| -- | ------------------------------------------------- | ------------------------------------------------ | --- | ---------------------- |
|    | Dorfstraße 6                                      | Post und Stallscheune                            | |                        |
|    | Friedhof (Karte)                                  | gusseiserne Grabeinfassungen                     | |                        |
|    | Grüssower Straße 10 (Karte)                       | ehem. Fischerhaus                                | |                        |
|    | Hauptstraße (gegenüber von Hauptstraße 1) (Karte) | Stall                                            | |                        |
|    | Hauptstraße 1 (Karte)                             | Eingangsbereich mit Haustür                      | |                        |
|    | Hauptstraße 6                                     | ehem. Küsterhaus                                 | |                        |
|    | Hauptstraße 1 (Karte)                             | Kirche mit Lindenallee                           | gotischer vierjochiger Rechteckbau aus Feld- und Backstein ohne separaten Chor mit Krüppelwalmdach. Im oberen Bereich von West- und Ostgiebel befinden sich hölzerne Dachluken. An der Westseite befinden sich Segmentbogenblenden und ein Portalvorbau aus Backsteinfachwerk aus dem 19. Jahrhundert. | Kirche mit Lindenallee |
|    |                                                   | Pfarrhaus und Stall (westlich der Kirche)        | |                        |
|    | Poststraße 4/5 (Karte)                            | Doppelwohnhaus                                   | |                        |
|    | Poststraße 6 (Karte)                              | ehem. Post                                       | |                        |
|    | Poststraße 8 (Karte)                              | Wohnhaus                                         | |                        |
|    | Poststraße 9 (Karte)                              | Bauernhof mit Wohnhaus, Scheune und zwei Ställen | |                        |

### Quilitz
| ID | Lage                  | Bezeichnung | Beschreibung | Bild |
| -- | --------------------- | ----------- | ------------ | ---- |
|    | Dorfstraße 6 (Karte)  | Kate        |              |      |
|    | Dorfstraße 21 (Karte) | Wohnhaus    |              |      |

### Reestow
| ID | Lage                  | Bezeichnung         | Beschreibung | Bild |
| -- | --------------------- | ------------------- | ------------ | ---- |
|    |                       | Haus Dieter Mann    |              |      |
|    |                       | Haus-Hof Kuhle Jens |              |      |
|    | Ihlenfelder Straße 7  | Schule              |              |      |
|    | Ihlenfelder Straße 33 | Kate                |              |      |
|    | Ihlenfelder Straße 34 | Stall und Scheune   |              |      |
|    | Ihlenfelder Straße 37 | Scheune             |              |      |
|    | Steinstraße 11        | Scheune             |              |      |

### Suckow
| ID | Lage       | Bezeichnung                               | Beschreibung | Bild |
| -- | ---------- | ----------------------------------------- | ------------ | ---- |
|    | Dorfstraße | Bauernhof mit Wohnhaus, Scheune und Stall |              |      |
|    | Dorfstraße | Straßenpflaster                           |              |      |

### Warthe
| ID | Lage                    | Bezeichnung                      | Beschreibung | Bild |
| -- | ----------------------- | -------------------------------- | ------------ | ---- |
|    | Am Leuchtberg 2 (Karte) | Wohnhaus und Stall               |              |      |
|    | Am Leuchtberg 6/6a      | Doppelwohnhaus mit zwei Scheunen |              |      |
|    | Am Leuchtberg 8 (Karte) | Wohnhaus und Stallscheune        |              |      |
|    | Dorfstraße 2 (Karte)    | Wohnhaus und Scheune             |              |      |
|    | Dorfstraße 5 (Karte)    | Wohnhaus, Scheune und Stall      |              |      |
|    | Dorfstraße 14           | Wohnhaus und Stallscheune        |              |      |
|    | Dorfstraße 16           | Wohnhaus mit zwei Scheunen       |              |      |
|    | Dorfstraße 17           | Wohnhaus und Stall               |              |      |
|    | Dorfplatz               | Kriegerdenkmal                   |              |      |
|    | Peeneweg 9 (Karte)      | Bauernhof mit Wohnhaus und Stall |              |      |
|    | Peeneweg 12 (Karte)     | Wohnhaus                         |              |      |
|    | Peeneweg 13 (Karte)     | Wohnhaus                         |              |      |
|    | Peeneweg 14 (Karte)     | Wohnhaus                         |              |      |

## Quelle
- Bericht über die Erstellung der Denkmallisten sowie über die Verwaltungspraxis bei der Benachrichtigung der Eigentümer und Gemeinden sowie über die Handhabung von Änderungswünschen (Stand: Juni 1997; PDF, 934 kB)